# ادی اسکارف
ادی اسکارف (انگلیسی: Eddie Scarf؛ ۳ نوامبر ۱۹۰۸ – ۷ ژانویهٔ ۱۹۸۰) کشتی‌گیر اهل استرالیا بود.
وی در مسابقات کشوری و بین‌المللی در مجموع برندهٔ ۱ مدال طلا، ۱ مدال برنز شده‌است.